# Paul Montel
Paul Montel   (Niça, 29 d'abril de 1876 - 14è districte de París, 22 de gener de 1975) va ser un matemàtic francès.

## Vida i obra
Montel, fill d'un fotògraf, va fer els seus estudis secundaris a la seva vila natal, Niça. El 1894 va ingressar a l'École Normale Supérieure, en la qual es va graduar el 1897. A partir d'aquest any va ser professor de matemàtiques de secundària a Poitiers, Nantes i París, combinant les seves tasques docents amb altres aficions com el viatjar o la lectura. Alguns amics seus el van convèncer de dedicar-se a la matèria per a la qual estava més dotat: les matemàtiques. El 1907 va obtenir el doctorat a la universitat de París, però no va ser fins al 1911 que va començar a donar classes a la universitat de París.
A París va ser professor de mecànica racional i de teoria de les funcions. A partir de 1941 va ser degà de la Facultat de Ciències fins que es va jubilar el 1946. Durant el seu deganat (Segona Guerra Mundial), va procurar evitar que es pengessin a la facultat retrats del Mariscal Petain i va amagar estudiants jueus i antinazis perseguits per les autoritats.
La obra de Montel va ser principalment en teoria de les funcions. Ella va ser el primer en donar-se'n compte de la importància del principi de selecció de seqüències convergents. Montel és recordat pel teorema que porta el seu nom i pel concepte de famílies normals de funcions.